# Adolf Keller (Generalleutnant)
Adolf Keller (* 14. März 1813 in Grünsfeld; † 23. September 1891 in Freiburg im Breisgau) war ein badischer Generalmajor und nach 1871 preußischer Generalleutnant.

## Leben

### Herkunft
Alfred war ein Sohn des Amtmanns Adolf Keller († 1838) und dessen Ehefrau Katharina, geborene Gilbert († 1835).

### Militärkarriere
Keller besuchte das Lyzeum in Karlsruhe, wurde am 1. November 1828 Kadett und am 19. Oktober 1831 als Sergeant im 1. Infanterie-Regiment der Badischen Armee angestellt. Bis Juli 1833 avancierte er zum Sekondeleutnant im 2. Infanterie-Regiment, war ab 1835 als Bataillonsadjutant tätig und wurde im Jahr darauf zur weiteren Ausbildung an die Höhere Kriegsschule nach Karlsruhe kommandiert. Als Premierleutnant war er April 1840 bis Januar 1841 im 4. Infanterie-Regiment und anschließend im Leib-Infanterie-Regiment. Als die Wildsche Büchse bei der Badischen Armee eingeführt werden sollte, wurde er am 1. Mai 1843 zu Schießversuchen kommandiert. Am 24. Oktober 1843 wurde Keller zum Regimentsadjutanten ernannte und am 4. November 1844 zum überzähligen Hauptmann befördert. Am 28. Oktober 1845 kam er als etatsmäßiger Hauptmann in das 4. Infanterie-Regiment. Während der Niederschlagung der Badischen Revolution wurde er am 10. März 1848 im Odenwald und anschließend im Feldzug gegen Dänemark im Gefecht bei Ulderup eingesetzt. Dafür bekam er am 20. August 1849 das Ritterkreuz des Ordens vom Zähringer Löwen und am 4. September 1849 die Felddienstmedaille.

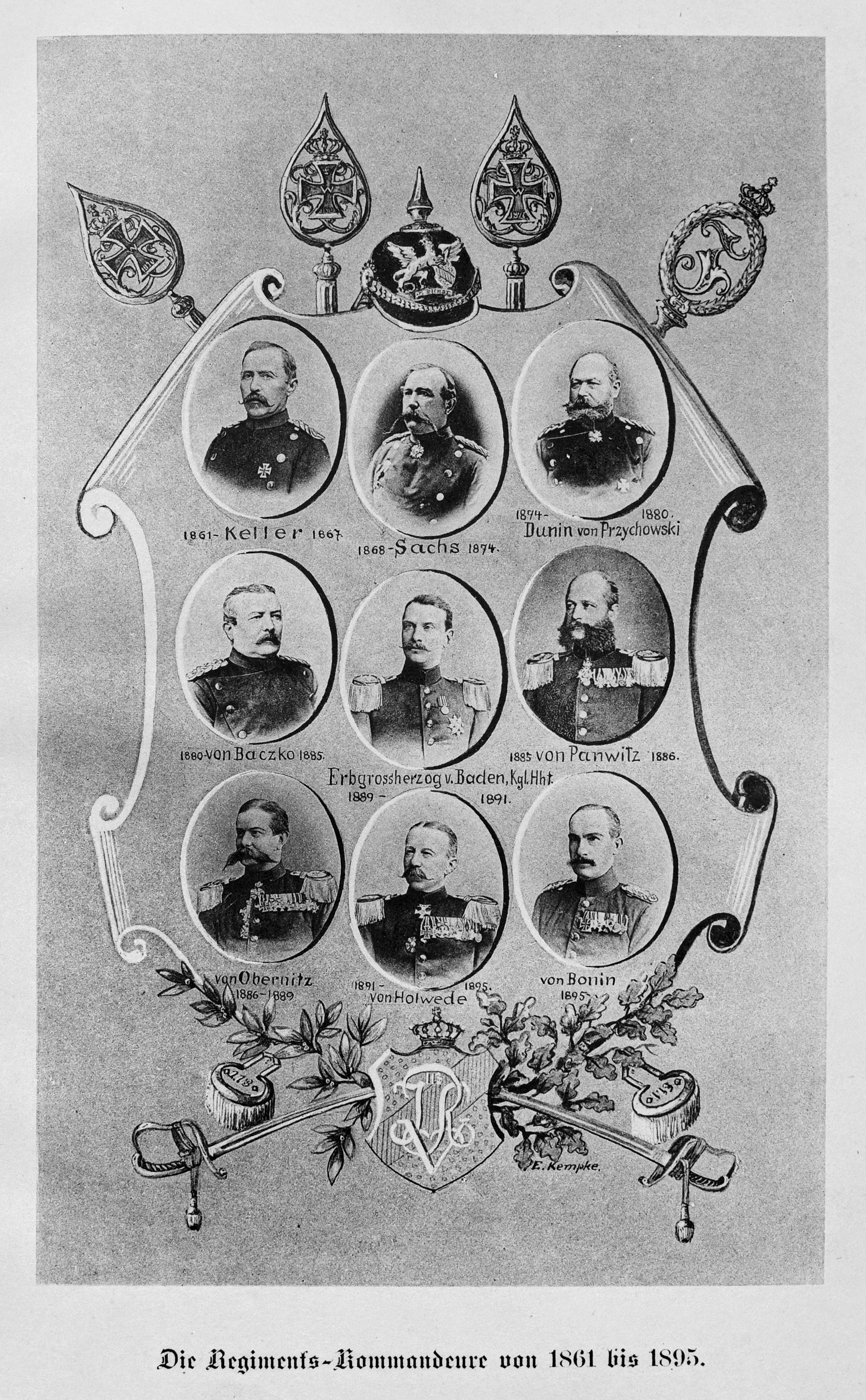
Oberst Adolf Keller als erster Kommandeur des 5. Infanterie-Regiments

Keller kam am 23. Oktober 1842 als ältester Hauptmann in das Füsilierbataillon und am 8. März 1856 als Major in das 3. Infanterie-Regiment. Dort wurde er am 15. Januar 1859 zum Kommandeur des I. Füsilier-Bataillons ernannt. Am 12. Juni 1859 erhielt er die Beförderung zum Oberstleutnant und am 16. Februar 1861 folgte seine Ernennung zum Kommandeur des neuerrichteten 5. Infanterie-Regiments. In dieser Stellung stieg Keller Mitte August 1862 zum Oberst auf.
Während des Krieges gegen Preußen nahm er 1866 an den Gefechten bei Hundheim, Werbach und Gerchsheim teil. Dafür erhielt er am 5. Dezember 1866 die Schwerter zum Ritterkreuz des Ordens vom Zähringer Löwen. Nach dem verlorenen Krieg wurde Keller am 12. November 1867 Kommandeur der neuerrichteten 3. Infanterie-Brigade und am 10. März 1868 zum Generalmajor befördert. Am 1. Mai 1868 kommandierte man ihn nach Berlin, um dort das Gardekorps zu begutachten.
Während des Krieges gegen Frankreich nahm Keller an der Schlacht bei Wörth, den Belagerungen von Belfort und Straßburg sowie den Gefechten am Ognon, bei Dijon, Paques, Autun, Vendresse, Villersexel und Vesoul teil. Zwischenzeitlich fungierte er als Führer der badischen Division. Für sein Wirken erhielt Keller neben beiden Klassen des Eisernen Kreuzes das Komturkreuz I. Klasse des Militär-Karl-Friedrich-Verdienstordens.
Nach dem Friedensschluss und der Militärkonvention wurde Keller als Generalmajor in den Verband der Preußischen Armee übernommen und als Kommandeur der 57. Infanterie-Brigade angestellt. Unter Verleihung des Charakters als Generalleutnant wurde Keller am 19. Oktober 1871 mit Pension zur Disposition gestellt. Er bekam am 16. September 1885 den Kronen-Orden I. Klasse und starb am 23. September 1891 in Freiburg im Breisgau.

### Familie
Keller heiratete am 2. Juni 1862 in Karlsruhe Mathilde Freiin von Rotberg (1830–1908).